# Epigonus mayeri
Epigonus mayeri is een straalvinnige vissensoort uit de familie van de diepwaterkardinaalbaarzen (Epigonidae). De wetenschappelijke naam van de soort werd voor het eerst geldig gepubliceerd in 2011 door Okamoto.